# Беридзе, Вахтанг Вуколович
Вахтанг Вуколович Беридзе (груз. ვახტანგ ვუკოლის ძე ბერიძე; 30 мая 1914 года — 2000) — грузинский советский учёный-искусствовед, доктор искусствоведческих наук, академик Академии наук Грузинской ССР (1974), профессор, директор Института истории грузинского искусства имени Г. Чубинашвили. Почётный гражданин Тбилиси (1986).

## Биография
Родился в семье учёного-лингвиста, позднее — профессора Тбилисского университета и члена-корреспондента АН Грузинской ССР, Вукола Михаиловича Беридзе (1883—1963) и педагога Елисабед Чхеидзе. Единственный ребёнок в семье, крёстным отцом Вахтанга стал близкий друг семьи известный грузинский учёный Дмитрий Узнадзе (1886—1950).
В 1936 году окончил архитектурный факультет Закавказского индустриального института.
С 1936 года преподавал в Тбилисской академии искусств.
С образованием Института истории грузинского искусства (1941), по приглашению Георгия Чубинашвили пришёл в Институт на работу возглавив один из отделов, с 1 декабря 1956 года — заместитель директора. Доктор искусствоведения (1959). Возглавлял Институт в 1973—2000 годах.
Председатель Главного научного совета Грузинской энциклопедии.
Работы Беридзе посвящены истории Грузии с ранних феодальных времён.
В критических статьях Беридзе обсуждаются вопросы современного строительства, защиты старых районов городов, исторического наследия и современной национальной архитектуры, работы известных грузинских художников. Его работы опубликованы на немецком, итальянском, английском и русском языках.

## Память
Именем Вахтанга Беридзе названа улица в Тбилиси.